# Пен Чен
Пен Чен ( кит. 彭程, піньїнь: Péng Chéng піньінь Péng Chéng; народилася 23 квітня 1997 року, Харбін ) - китайська фігуристка, що виступає в парному катанні з Цзінь Яном. Вони бронзові призери чемпіонату чотирьох континентів (2019) срібні призери чемпіонату чотирьох континентів (2020), срібні призери фіналу Гран-прі (2018, 2019), триразові переможці чемпіонату Китаю (2017, 2019, 2020) і віце-чемпіони Китаю (2018).
До квітня 2016 року виступала в парі з Чжан Хао, з яким вони стали віце-чемпіонами чотирьох континентів ( 2015 ) і чемпіонами Китаю (2014 року).
Станом на 14 лютого 2020 року пара Пен Чен / Цзінь Ян займає 2-е місце в рейтингу Міжнародного союзу ковзанярів (ІСУ).

## Кар'єра
Пен Чен народилася в Харбіні в квітні 1997 року. З юних років почала займатися фігурним катанням.

### З 2012 по 2014 роки
У травні 2012 року розпалася одна з кращих китайських пар Чжан Дань і Чжан Хао через рішення Чжан Дань завершити виступи. Тоді тренери поставили, незважаючи на велику різницю у віці, до Чжан Хао в пару Пен Чен.
Перший сезон не приніс великих результатів, але спортсмени стали представляти КНР у всіх змаганнях сезону. І нехай ведуча пара була Пан Цин і Тун Цзянь на командному чемпіонаті світу саме вони виступали в парному катанні.
В олімпійський сезон пара виграла чемпіонат КНР. На зимових Олімпійських іграх в Сочі пара представляла свою країну як в командних так і в особистих змаганнях.

### Сезон 2014/2015
У післяолімпійський сезон пара непогано виступила на американському етапі Гран-прі, вже вдома Пен Чен вперше виграла етап Гран-прі  . Спортсмени пробилися в фінал Гран-прі, де провалили коротку програму і добре виступивши в довільній (поліпшивши свої спортивні досягнення в ній) не змогли виявитися на п'єдесталі  . Пара в лютому 2015 року на чемпіонаті чотирьох континентів в Сеулі виступила вдало; завоювали срібні медалі  . При цьому фігуристи поліпшили свої спортивні досягнення в довільній програмі і сумі. На домашньому чемпіонаті світу в Шанхаї китайські фігуристи знову поліпшили свої досягнення в довільній програмі і сумі і виявилася на 4-му місці .

### Сезон 2015/2016
Новий сезон пара почала виступом на етапі Гран-прі Trophée Bompard, однак, після коротких програм, змагання були скасовані з міркувань безпеки (в столиці Франції сталася серія терактів ). На наступному етапі Гран-прі в Росії пара посіла третє місце і це дозволило їм знову в третій раз поспіль вийти в фінал Гран-прі .
У Барселоні фігуристи посіли передостаннє місце . Наступне їх поява в сезоні було через чотири місяці. На початку квітня в Бостоні на світовому чемпіонаті китайська пара зуміла пробитися в дюжину кращих парників світу .

### Сезон 2016/2017
Незабаром після закінчення чемпіонату рішенням китайської федерації парі було запропоновано нові партнери. Пен Чен встала в пару з Цзінь Ян, а її колишній партнер з Юй Сяоюй .
Новий передолімпійський сезон новоспечена китайська пара почала на домашньому етапі Гран-прі в Пекіні, де вони зайняли на Кубку Китаю друге місце . 
В кінці листопада вони виступали на заключному етапі Гран-прі в Саппоро, де в складній боротьбі поступилися першим місцем, але фігуристка поліпшила свої колишні досягнення в короткої програми (яку вони виграли)  . Це дозволило їм впевнено вийти в фінал Гран-прі, в Марселі. У Франції китайські фігуристи завалили довільну програму і посіли останнє місце . 
В кінці грудня в Гірині відбувся чемпіонат КНР 2017 року, на ньому було відсутнє ряд провідних китайських фігуристів, пара Пен Чен з Цзінь Яном стала чемпіоном Китаю.
У середині лютого 2017 року китайські фігуристи виступали в Південній Кореї на континентальному чемпіонаті, де фінішували на п'ятому місці  . Через тиждень китайські спортсмени взяли участь в Саппоро в VIII зимових Азійських іграх, де впевнено посіли друге місце. 
Через два місяці після цього пара була відправлена на командний чемпіонат світу, де вони виступили відносно непогано  .

### Олімпійський сезон
Початок жовтня почали олімпійський сезон китайські фігуристи в Еспоо, на Трофеї Фінляндії, пара фінішувала з золотими медалями . Через три тижні пара виступала в серії Гран-прі на канадському етапі, де вони фінішували в середині турнірної таблиці . 
В середині листопада пара виступила на французькому етапі Гран-прі, де вони зайняли місце в середині таблиці . 
В кінці грудня, у впертій боротьбі, на національному чемпіонаті вони поступилися першим місцем своїм колишнім партнерам.
У січні всі китайські спортивні пари знялися з континентального чемпіонату. Однак це не принесло лаврів в Каннин на Олімпійських іграх пару спіткала невдача, вони не змогли вийти до фінальної частини змагань в Південній Кореї. На світовому чемпіонаті однак пара впевнено увійшла в десятку кращих спортивних пар.

## Спортивні досягнення

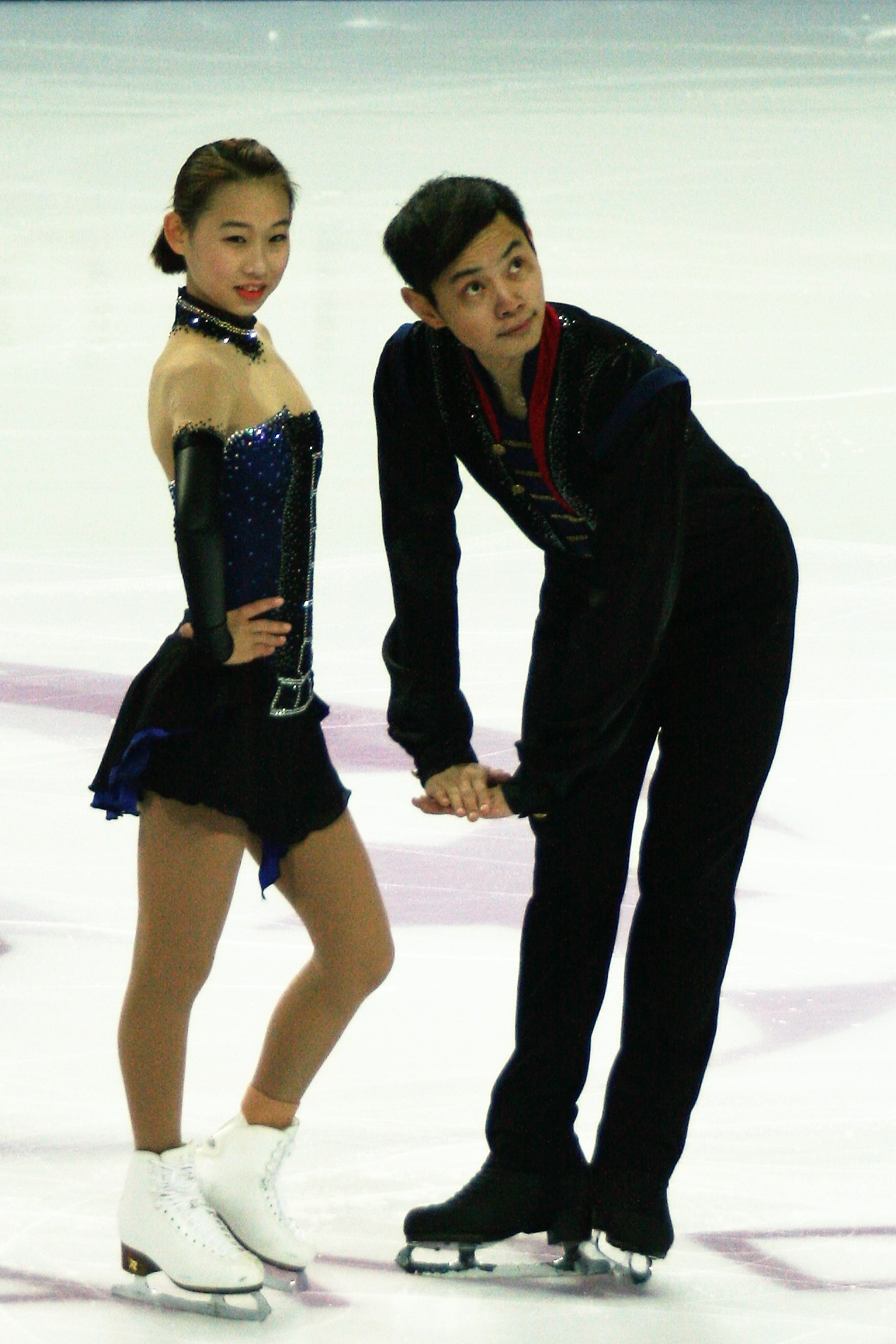
Пен Чен з Цзінь Яном на Фіналі Гран-прі в 2016 році

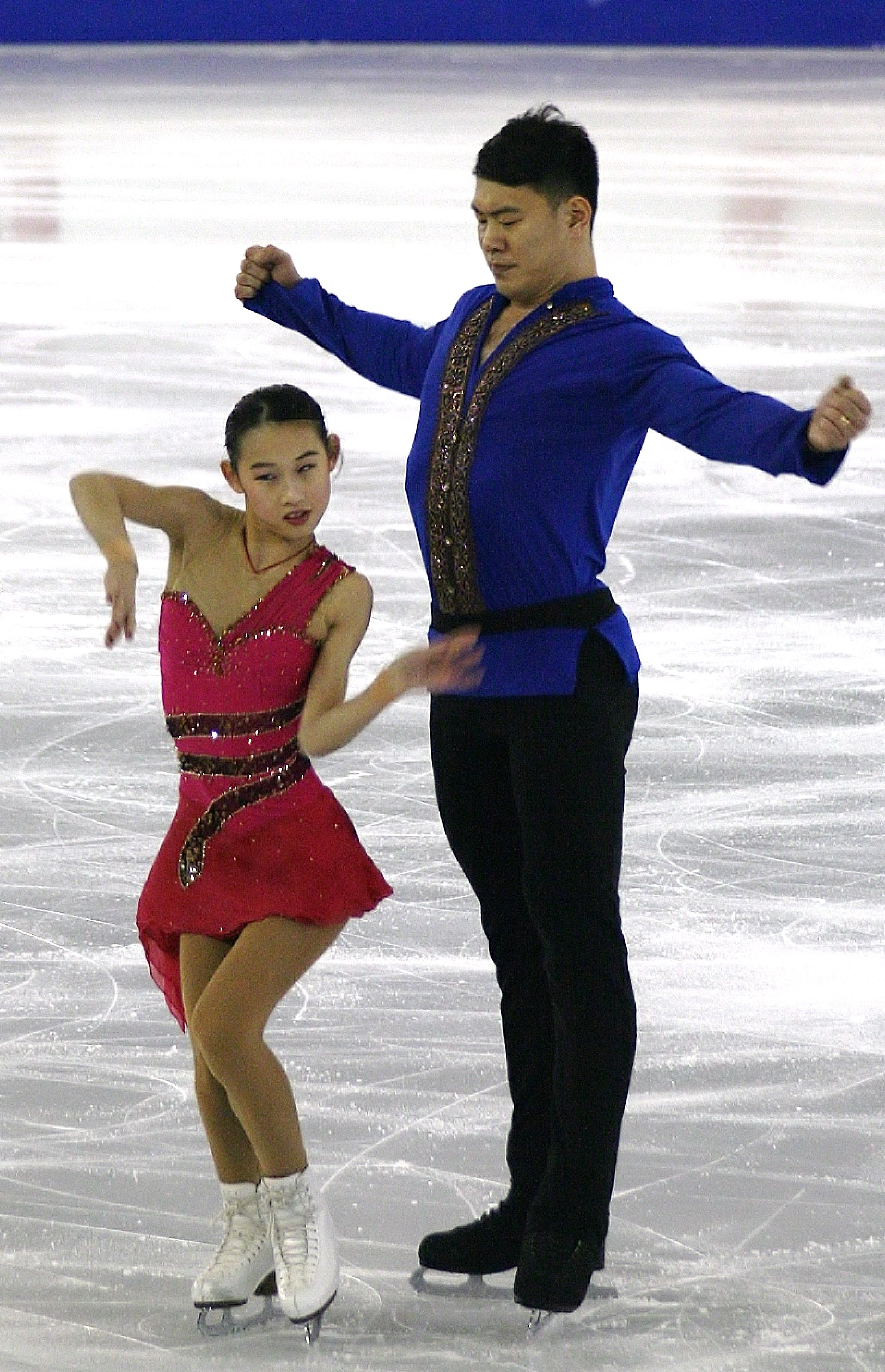
Пен Чен з Чжан Хао на Фіналі Гран-прі в 2014 році

(з Цзінь Яном)
| змагання                                 | 16/17      | 17/18      | 18/19      | 19/20      |
| міжнародні                               | міжнародні | міжнародні | міжнародні | міжнародні |
| ---------------------------------------- | ---------- | ---------- | ---------- | ---------- |
| Олімпійські ігри                         |            | 17         |            |            |
| чемпіонат світу                          |            | 9          | 4          |            |
| Чемпіонат чотирьох континентів           | 5          |            | 3          | 2          |
| Фінали Гран-прі                          | 6          |            | 2          | 2          |
| Етапи Гран-прі : Cup of China            | 2          |            |            | 2          |
| Етапи Гран-прі: Internationaux de France |            | 5          |            |            |
| Етапи Гран-прі: NHK Trophy               | 2          |            | 2          |            |
| Етапи Гран-прі: Skate America            |            |            |            | 1          |
| Етапи Гран-прі: Skate Canada             |            | 5          | 2          |            |
| Челенджери . Asian Trophy                |            |            | 1          |            |
| Челенджери. Finlandia Trophy             |            | 1          |            |            |
| Челенджери. US Classic                   |            |            |            | 3          |
| Зимові Азійські ігри                     | 2          |            |            |            |
| міжнародні командні                      |            |            |            |            |
| Командні чемпіонати світу                | 5          |            |            |            |
| Національні                              |            |            |            |            |
| Чемпіонати Китаю                         | 1          | 2          | 1          | 1          |

(з Чжан Хао)
| змагання                         | 12/13      | 13/14      | 14/15      | 15/16      |
| міжнародні                       | міжнародні | міжнародні | міжнародні | міжнародні |
| -------------------------------- | ---------- | ---------- | ---------- | ---------- |
| Зимові Олімпійські ігри          |            | 8          |            |            |
| Чемпіонати світу                 | 11         | 5          | 4          | 12         |
| Чемпіонати Чотирьох континентів  | 5          |            | 2          |            |
| Фінали Гран-прі                  |            | 4          | 4          | 6          |
| Етапи Гран-прі: Trophée Bompard  | 4          |            |            | 4          |
| Етапи Гран-прі: Cup of China     | 5          | 3          | 1          |            |
| Етапи Гран-прі: NHK Trophy       |            | 2          |            |            |
| Етапи Гран-прі: Кубок Ростелеком |            |            |            | 3          |
| Етапи Гран-Прі: Кубок Америки    |            |            | 3          |            |
| міжнародні командні              |            |            |            |            |
| Зимові Олімпійські ігри          |            | 7          |            |            |
| Командні чемпіонати світу        | 5          |            |            |            |
| Національні                      |            |            |            |            |
| Чемпіонати Китаю                 |            | 1          |            | 1          |